# Sankt Stefans kloster, Sombor
Sankt Stefans kloster, också kallat St. Stefans kloster eller Klostret St. Stefan, (serbiska: Манастир Светог Стефана/Manastir Svetog Stefana) är ett serbisk-ortodoxt kloster beläget i staden Sombor i regionen Bačka i provinsen Vojvodina i Serbien.
Klostret är helgat åt den kristna diakonen och martyren Sankt Stefanos.

## Historia
Sankt Stefans kloster började byggas 1928 och det stod färdigt 1933.
Klostret målades 1988.

## Klostret
Sankt Stefans kloster är byggt i serbisk-bysantinsk stil.
Ett litet stenkast bort från klostret finns en klockstapel.

## Inventarier
- Inne i klostret finns fresker som målades av Vladimir Predojevic.
- Ikonostasen är gjord av trä och som målades av den ryska målaren Boris Selyanko.

## Bilder

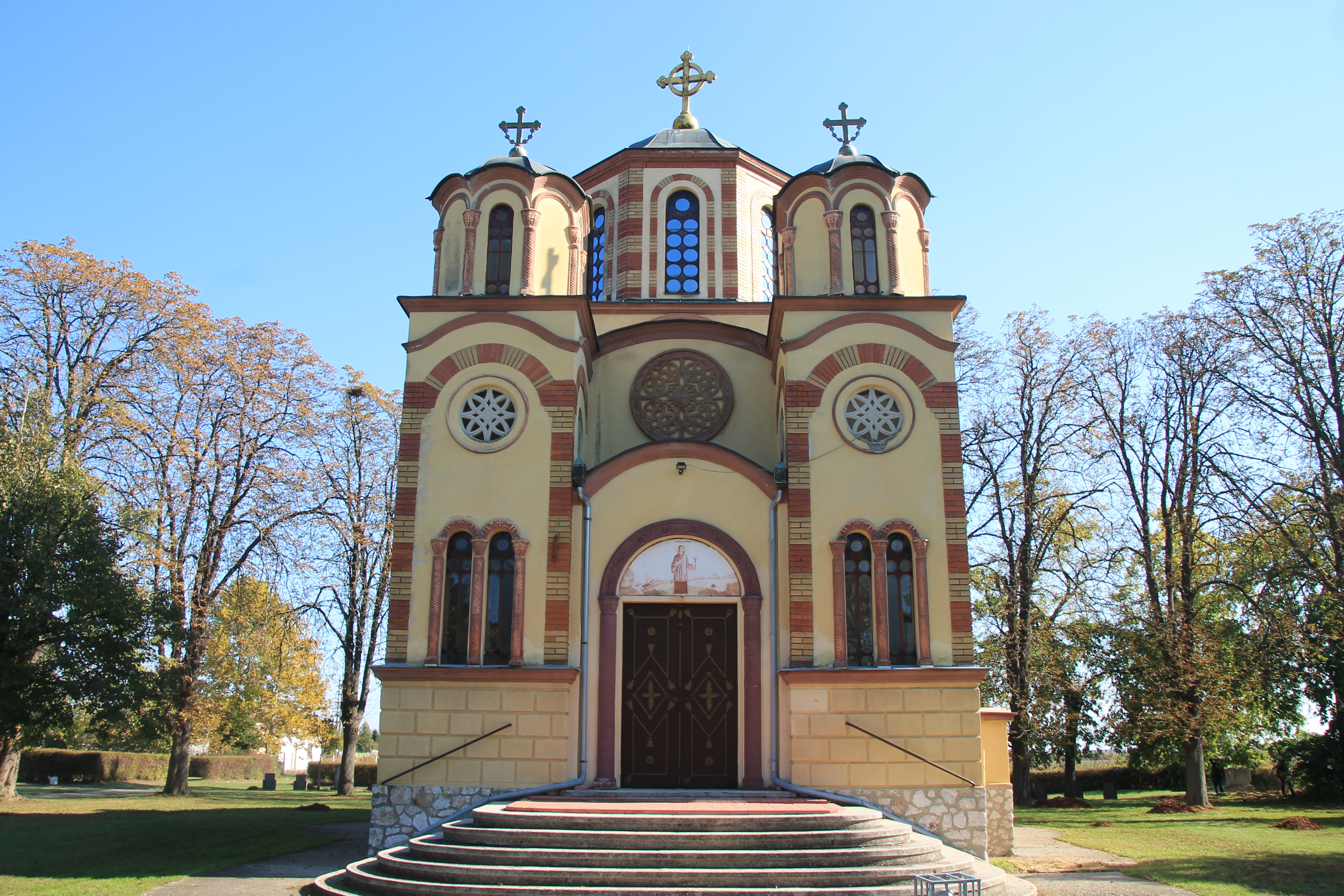
Framsidan.
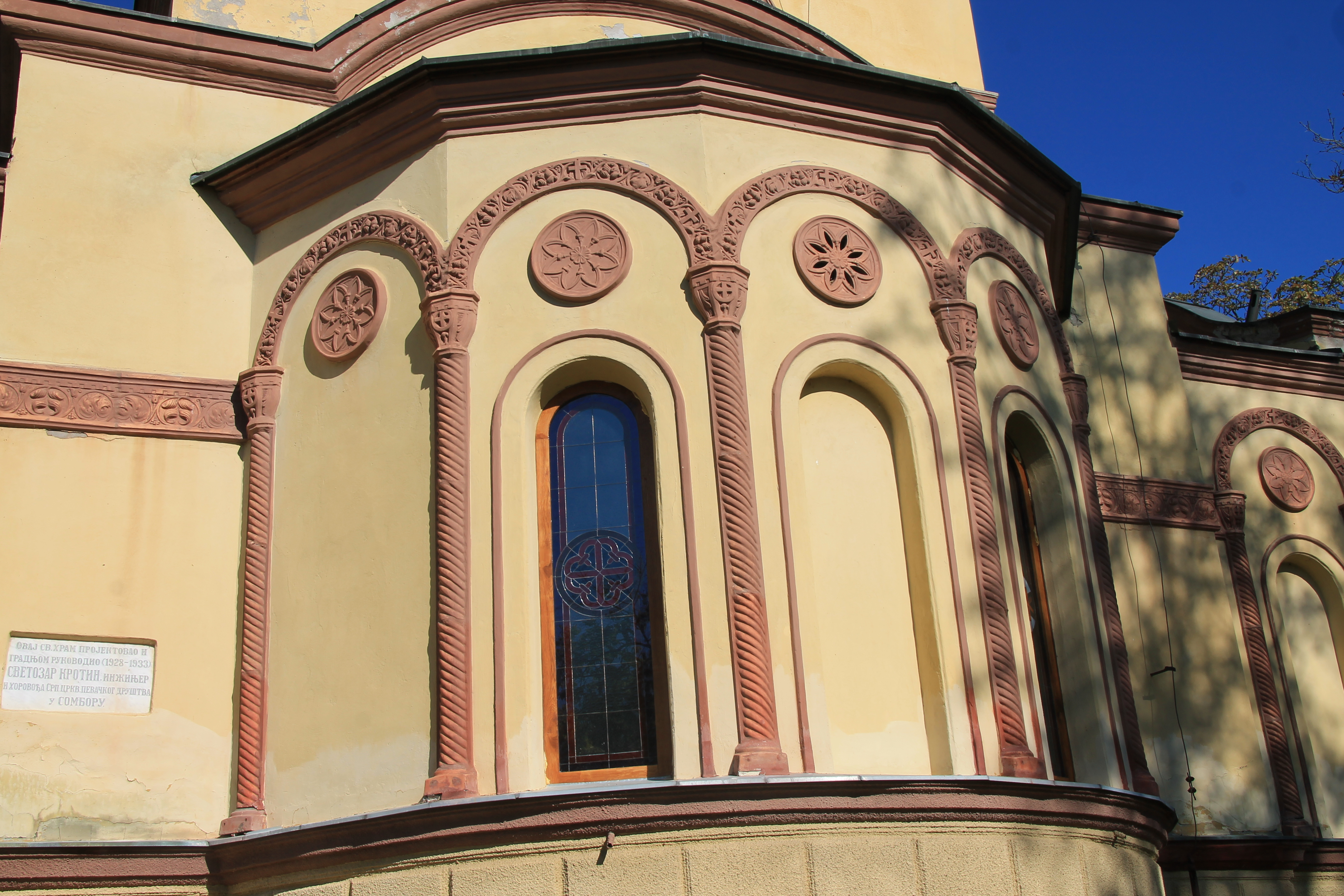
Närmare bild på fasaden.
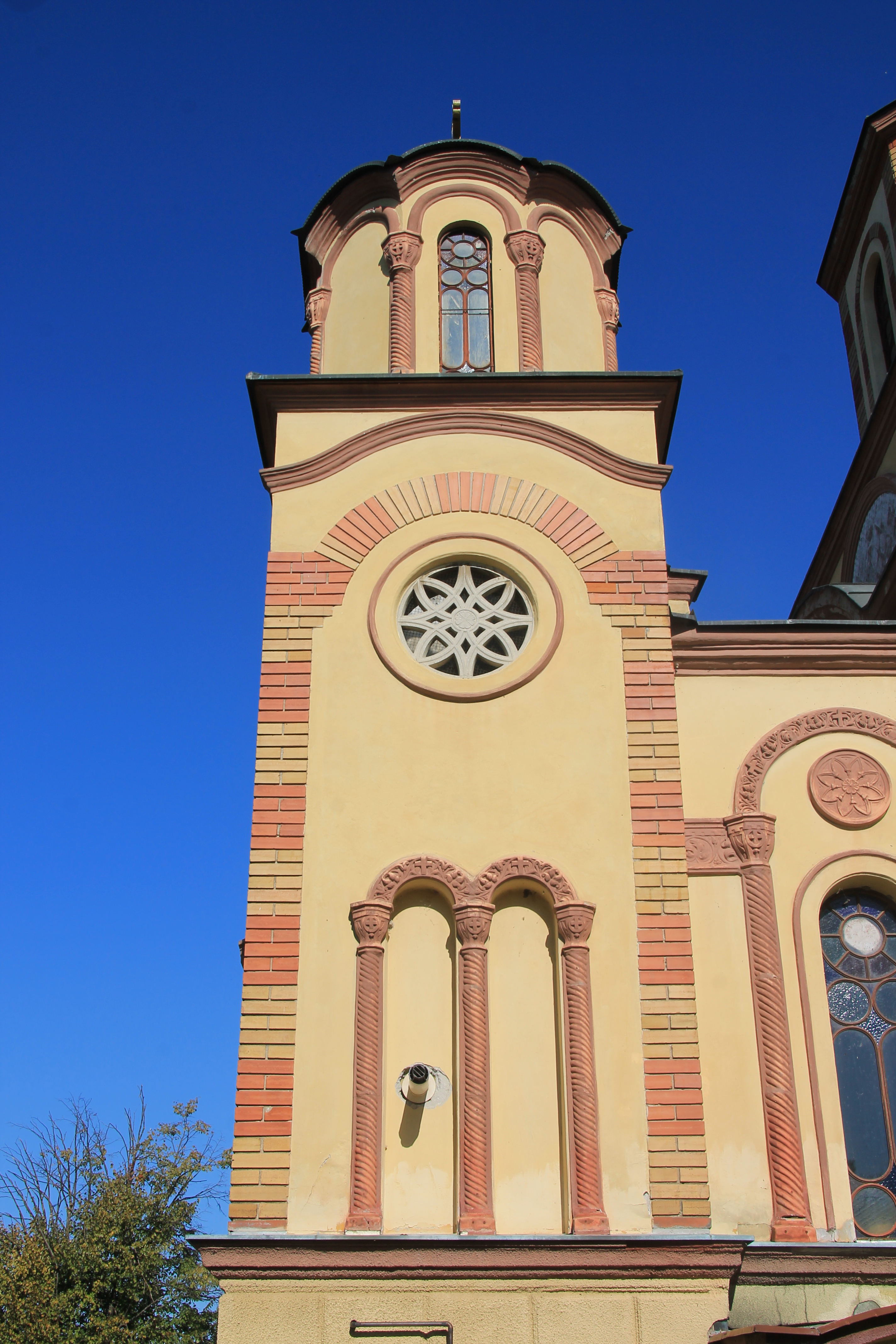
En av tornen.